# Акрон (Айова)
Акрон (англ. Akron) — місто (англ. city) в США, в окрузі Плімут штату Айова. Населення — 1558 осіб (2020).

## Географія
Акрон розташований за координатами 42°49′37″ пн. ш. 96°33′26″ зх. д. / 42.82694° пн. ш. 96.55722° зх. д. (42.826830, -96.557104).  За даними Бюро перепису населення США в 2010 році місто мало площу 3,15 км², уся площа — суходіл.

## Демографія
Згідно з переписом 2010 року, у місті мешкало 1486 осіб у 625 домогосподарствах у складі 407 родин. Густота населення становила 471 особа/км².  Було 702 помешкання (223/км²).
Расовий склад населення:
| - 97,4 % — білих - 0,6 % — корінних американців - 0,4 % — чорних або афроамериканців - 0,1 % — вихідців з тихоокеанських островів - 0,1 % — азіатів |

До двох чи більше рас належало 0,9 %. Частка іспаномовних становила 0,5 % від усіх жителів.
За віковим діапазоном населення розподілялося таким чином: 23,8 % — особи молодші 18 років, 51,8 % — особи у віці 18—64 років, 24,4 % — особи у віці 65 років та старші. Медіана віку мешканця становила 42,1 року. На 100 осіб жіночої статі у місті припадало 88,6 чоловіків;  на 100 жінок у віці від 18 років та старших — 84,7 чоловіків також старших 18 років.
Середній дохід на одне домашнє господарство  становив 53 216 доларів США (медіана — 41 161), а середній дохід на одну сім'ю — 61 919 доларів (медіана — 52 083). Медіана доходів становила 49 148 доларів для чоловіків та 25 208 доларів для жінок. За межею бідності перебувало 9,7 % осіб, у тому числі 2,9 % дітей у віці до 18 років та 7,4 % осіб у віці 65 років та старших.
Цивільне працевлаштоване населення становило 650 осіб. Основні галузі зайнятості: освіта, охорона здоров'я та соціальна допомога — 27,2 %, виробництво — 14,5 %, роздрібна торгівля — 12,3 %, транспорт — 10,3 %.